# Путраџаја
Путраџаја (малајс. Putrajaya), званично Федерална територија Путраџаја (малајс. Wilayah Persekutuan Putrajaya) — град у Малезији. Поред Куала Лумпура и Лабуана представља федералну територију Малезије.

## Историја
Основали су га 1921. године британски ветерани из Првог светског рата. Током 1980-их и почетком 1990-их уследио је убрзан развој града што је проузроковало његово проглашење планског града 1995. године, премештање федералне владе из Куала Лумпура 1999. године и проглашење федералне територије 1. фебруара 2001. године.

## Географија

### Клима
| Клима Putrajaya            | Клима Putrajaya | Клима Putrajaya | Клима Putrajaya | Клима Putrajaya | Клима Putrajaya | Клима Putrajaya | Клима Putrajaya | Клима Putrajaya | Клима Putrajaya | Клима Putrajaya | Клима Putrajaya | Клима Putrajaya | Клима Putrajaya |
| Показатељ \ Месец          | .Јан.           | .Феб.           | .Мар.           | .Апр.           | .Мај.           | .Јун.           | .Јул.           | .Авг.           | .Сеп.           | .Окт.           | .Нов.           | .Дец.           | .Год.           |
| -------------------------- | --------------- | --------------- | --------------- | --------------- | --------------- | --------------- | --------------- | --------------- | --------------- | --------------- | --------------- | --------------- | --------------- |
| Максимум, °C (°F)          | 31,1 (88)       | 31,9 (89,4)     | 32,4 (90,3)     | 32,2 (90)       | 32,0 (89,6)     | 31,7 (89,1)     | 31,4 (88,5)     | 31,3 (88,3)     | 31,3 (88,3)     | 31,2 (88,2)     | 31,1 (88)       | 31,0 (87,8)     | 31,55 (88,79)   |
| Просек, °C (°F)            | 26,5 (79,7)     | 27,1 (80,8)     | 27,4 (81,3)     | 27,6 (81,7)     | 27,7 (81,9)     | 27,4 (81,3)     | 27,0 (80,6)     | 27,0 (80,6)     | 26,9 (80,4)     | 26,9 (80,4)     | 26,9 (80,4)     | 26,7 (80,1)     | 27,09 (80,77)   |
| Минимум, °C (°F)           | 22,0 (71,6)     | 22,3 (72,1)     | 22,5 (72,5)     | 23,1 (73,6)     | 23,4 (74,1)     | 23,1 (73,6)     | 22,6 (72,7)     | 22,8 (73)       | 22,6 (72,7)     | 22,7 (72,9)     | 22,8 (73)       | 22,4 (72,3)     | 22,69 (72,84)   |
| Количина падавина, mm (in) | 168 (6,61)      | 150 (5,91)      | 227 (8,94)      | 250 (9,84)      | 188 (7,4)       | 118 (4,65)      | 121 (4,76)      | 154 (6,06)      | 176 (6,93)      | 254 (10)        | 268 (10,55)     | 233 (9,17)      | 2,307 (90,82)   |
| Извор: Climate-Data.org    |                 |                 |                 |                 |                 |                 |                 |                 |                 |                 |                 |                 |                 |

## Партнерски градови
- Сајберџаја
- Сеџонг